# Riodouro
Riodouro, ou Rio Douro, é uma povoação portuguesa sede da Freguesia de Rio Douro do Município de Cabeceiras de Basto, freguesia com 43,11 km² de área e 816 habitantes (censo de 2021), tendo, por isso, uma densidade populacional de 18,9 hab./km².
Além da sede a Freguesia de Riodouro é constituída pelos lugares de Cambeses, Vilela, Asnela, Portela da Asnela, Eiró, Fundevila, Teixugueira, Travassô, Magusteiro, Moscoso, Toninha, Juguelhe, Formigueiro, Meijoadela e Leiradas.

## Demografia
A população registada nos censos foi:
| Ano  | 0-14 Anos | 15-24 Anos | 25-64 Anos | > 65 Anos |
| 2001 | 199       | 174        | 525        | 312       |
| 2011 | 121       | 107        | 448        | 266       |
| 2021 | 66        | 82         | 416        | 252       |